# Bayulu
Bayulu – miasto w Australii, w stanie Australia Zachodnia.